# ベスト30歌謡曲
『ベスト30歌謡曲』（ベストさんじゅうかようきょく）は、1972年1月5日から1976年3月31日、および1978年7月18日から1979年3月27日まで、テレビ朝日系列局で2期にわたって放送されていた音楽番組（ランキング番組）である。スタジオからの生放送。1979年1月30日からステレオ放送。

## 番組の特徴
タイトルが示す通り、番組は毎回出演歌手30人分のランキングボードを用意していた。ボードの上半分には歌手の顔写真が、下半分には曲名・歌手名・出身地といったプロフィールや、登場回数・前回の順位・前々回の順位・ポイント数（ソラリー式）といったデータが掲載されていた。かなり大きなボードで、スタジオの半分を占めていた（第2期では曲名・歌手名・得点のみで、顔写真は鏡のようなスクリーンに映し出されていた）。
後のランキング番組のようにランキングボードを歌手の登場前後に開く演出はこの番組には無く、その週にランクインした30曲を表示したボードが最初からスタジオにセットとして組まれていた。ボードの演出として、歌手本人の登場に合わせて該当するランキングのボードが点灯した。第2期では、第30位 - 第11位発表時にはボードを開く演出があった。また、第10位 - 第1位発表時に用いていたのは『ザ・ベストテン』と同じフラップ式ボードだった。第2期の末期には、『NTV紅白歌のベストテン』のようにネット局でのランキングも発表していた。これは後継番組の『歌謡ワイド速報!!』でも引き続き行われていた。
エンディングでは、スタッフから選ばれた観客が出演歌手からサインを貰える来場者プレゼントが行われていた。

## 放送時間
いずれも日本標準時。

### 第1期
- 水曜 20:00 - 20:56 （1972年1月5日 - 1972年9月）
- 水曜 20:00 - 20:55 （1972年10月 - 1974年9月25日） - 20:56からの『ANNニュース』が拡大して1分縮小。
- 水曜 19:30 - 20:55 （1974年10月2日 - 1975年3月26日） - 30分拡大。
- 水曜 20:00 - 20:55 （1975年4月9日 - 1975年9月） - 30分縮小。
- 水曜 20:00 - 20:54 （1975年10月 - 1976年3月31日） - 20:55からの『ANNニュース』がさらに拡大して1分縮小。

### 第2期
- 火曜 20:00 - 20:54 （1978年7月18日 - 1979年3月27日）

## 出演者

### 歴代司会

#### 男性
- 愛川欽也（1972年1月 - 1973年9月）[3]
- 森田健作（1973年10月 - 1975年3月、1978年7月 - 1978年12月）
- 小野ヤスシ（1974年10月 - 1975年3月）
- 井上順（1975年4月 - 1976年3月）
- おりも政夫（1975年4月 - 1975年9月）
- 蟇目良（1979年1月 - 3月）

#### 女性
- 五十嵐淳子（1972年1月 - 1973年3月）[3]
- 児島美ゆき（1973年4月 - 12月）
- 西口久美子（1974年1月 - 6月）
- 風吹ジュン（1974年7月 - 9月）
- あかはゆき（1974年10月 - 1975年3月）
- サミー（1975年4月 - 1975年9月）
- うつみ宮土理（1975年10月 - 1976年3月）
- 研ナオコ（1978年7月 - 1979年3月）
- 秋ひとみ（1978年7月 - 1979年3月）

### アナウンサー
- 佐々木正洋
- 高井正憲
- 山崎正
- 三浦智和
- ほか

### レギュラー
- ジャニーズ・ジュニア・スペシャル（井上順・おりも政夫・サミー司会時代）
- パンチョ加賀美
- ほか

## スタッフ
- 構成：片岡直彦
- テーマ音楽：大野雄二
- 演奏：有馬徹とノーチェクバーナ
- コーラス：日本合唱協会
- 演出：安藤仁
- プロデューサー：畠中隆一

## ネット局
無印＝同時ネット、◎＝週遅れVTRネット
- 関東：NETテレビ（現：テレビ朝日）
- 近畿：毎日放送（1975年3月まで） → 朝日放送（1975年4月から）
- 北海道：北海道テレビ[5]
- 青森：青森テレビ（1975年3月まで） → 青森放送（1975年4月から）◎
- 宮城：ミヤギテレビ（1975年9月まで） → 東日本放送（1975年10月開局から）
- 福島：福島中央テレビ◎
- 新潟：新潟総合テレビ◎
- 長野：長野放送◎
- 静岡：静岡けんみんテレビ（静岡県民放送、現：静岡朝日テレビ、第2期）土曜 16:55-17:50（1979年4月7日まで）[6]◎
- 東海：中京テレビ（1973年3月まで、最初の1年3か月間のみ） → 名古屋テレビ（1973年4月から）
- 広島：広島ホームテレビ
- 山口：テレビ山口
- 香川：瀬戸内海放送
- 愛媛：愛媛放送（現：テレビ愛媛）◎
- 福岡：九州朝日放送
- 大分：テレビ大分
- 鹿児島：鹿児島テレビ

## 補足
- 爆笑問題の田中裕二がまだ小学生の頃にこの番組をスタジオで観覧し、本番終了後にスタジオで沢田研二からサインを貰い、山口百恵と握手した[7]。この頃は沢田の大ファンであった為、山口からサインを貰う事は考えていなかったが、後に山口からもサインを貰えばよかったと後悔している。また、芸能界に入ってからテレビ朝日に当時のVTRが残っていないかを確認したが、もう残っていないそうである。これは、当時同局が番組収録に2インチVTRを使用しており、放送後すぐに別の番組用に使い回して上書き保存していた為である。
- 第2期では一時期、曲を歌い終えた歌手のもとに数人のダンサーがBGMと共に現れ、一緒にディスコダンスを踊ると言う趣向を凝らしていた。
- 1976年の放送で、長門裕之・南田洋子夫妻が結婚15周年を記念して石原裕次郎の「夜霧よ今夜も有難う」を熱唱した。この事は、2009年2月8日放送の『50時間テレビ』で明らかになった。ちなみに同番組で紹介されたのは井上順司会時代（1975年4月の腸捻転解消以後）の映像だったが、テレビ朝日の自主規制なのか観客にはぼかしが入っていた。
- テレビ朝日では、毎週金曜 16:00 - 16:55 （日本標準時）に第2期の再放送が行われていた。しかし、こちらは開始から3か月で打ち切られた。
- 高井アナと蟇目は同郷、かつ同い年だが[8]、前述の通り当時のVTRが一切残っていない為、共演した時期があったかどうかは不明。